# Багна
Ба́гна — село у Вижницькій міській громаді Вижницького району Чернівецької області України.

## Назва
Назва походить від болотистої місцевості, багна.

## Пам'ятка природи
Неподалік від села розташована геологічна пам'ятка природи «Багнянські старожитності».

## Історія
З 1991 року в складі незалежної України.
16 вересня 2016 року шляхом об'єднання сільських рада, село увійшло до складу Вижницької міської громади.

## Населення
Згідно з переписом УРСР 1989 року чисельність наявного населення села становила 934 особи, з яких 430 чоловіків та 504 жінки.
За переписом населення України 2001 року в селі мешкало ▲1009 осіб.
У 2022 році чисельність населення становила ▲1322 особи.

### Мова
Розподіл населення за рідною мовою за даними перепису 2001 року:
| Мова       | Відсоток |
| ---------- | -------- |
| українська | 99,60 %  |
| російська  | 0,30 %   |
| польська   | 0,10 %   |

## Відомі люди

### Народилися
- Орест (Іванюк) — єпископ УАПЦ в Діаспорі з титулом єпископ Львівсько-Чернівецький, керуючий Західноєвропейською єпархією;
- Білак Орест — український військовий діяч, учасник Похідної групи ОУН «Буковинський курінь», вояк Французького Руху опору, кавалер Ордену Почесного легіону.

### Померли
- Тодорюк Михайло Дмитрович — двічі лицар Бронзового хреста заслуги УПА, референт зв’язку та керівник техзвена Буковинського окружного проводу ОУН.

## Галерея

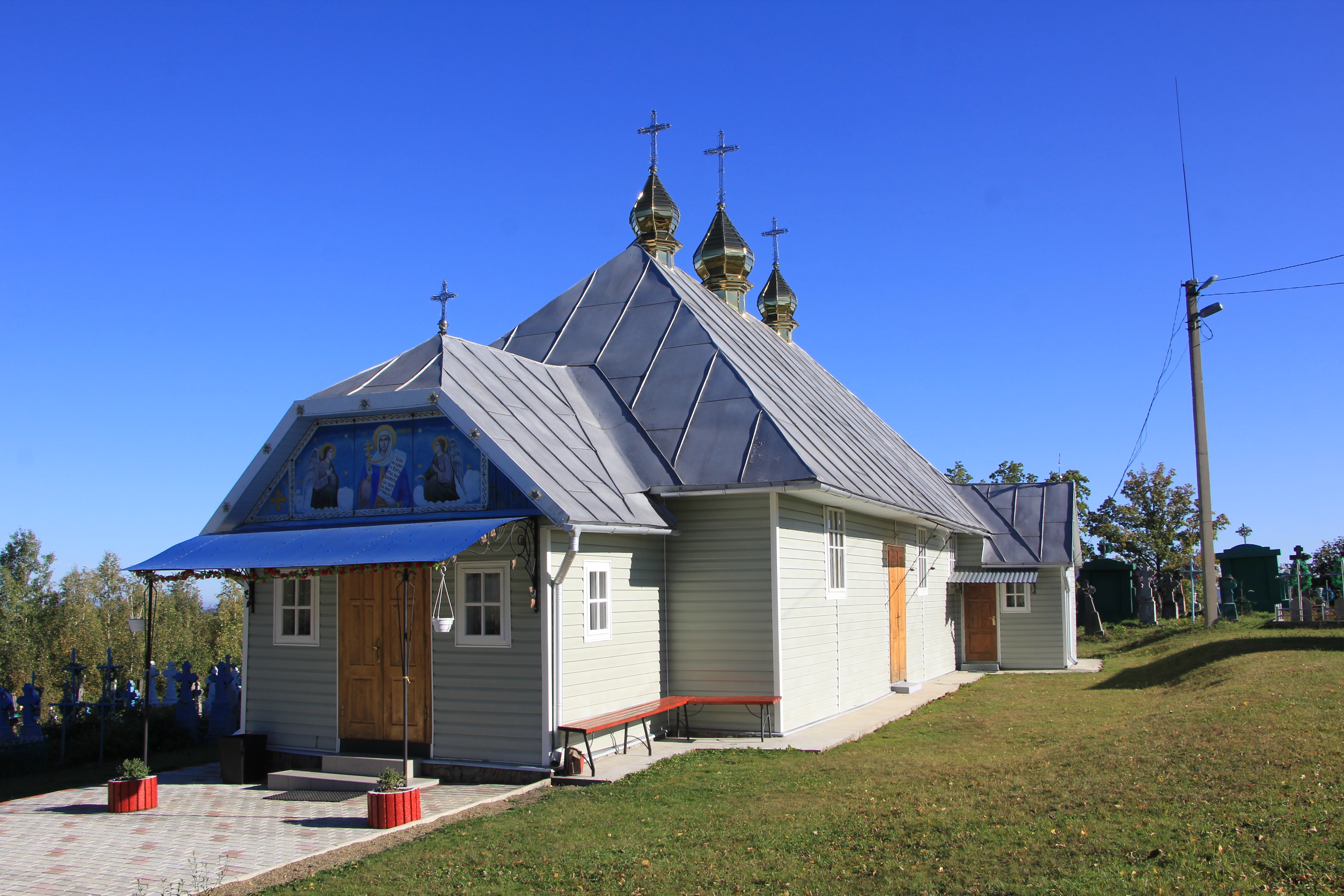
Дерев'яна церква Св. Параскеви 1867р с. Багна Вижницького району
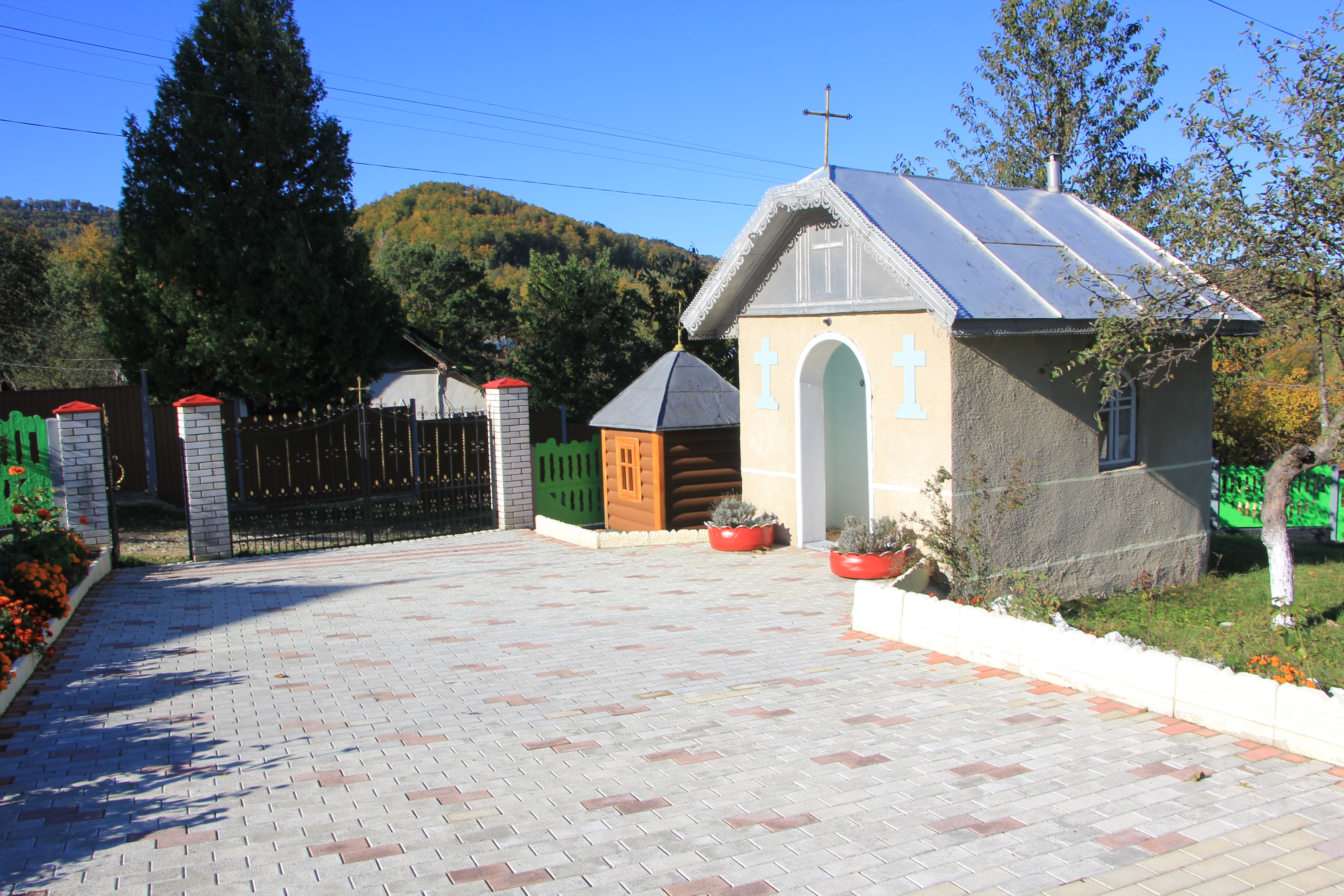
Дерев'яна церква Св. Параскеви 1867р Каплиця. с. Багна Вижницького району
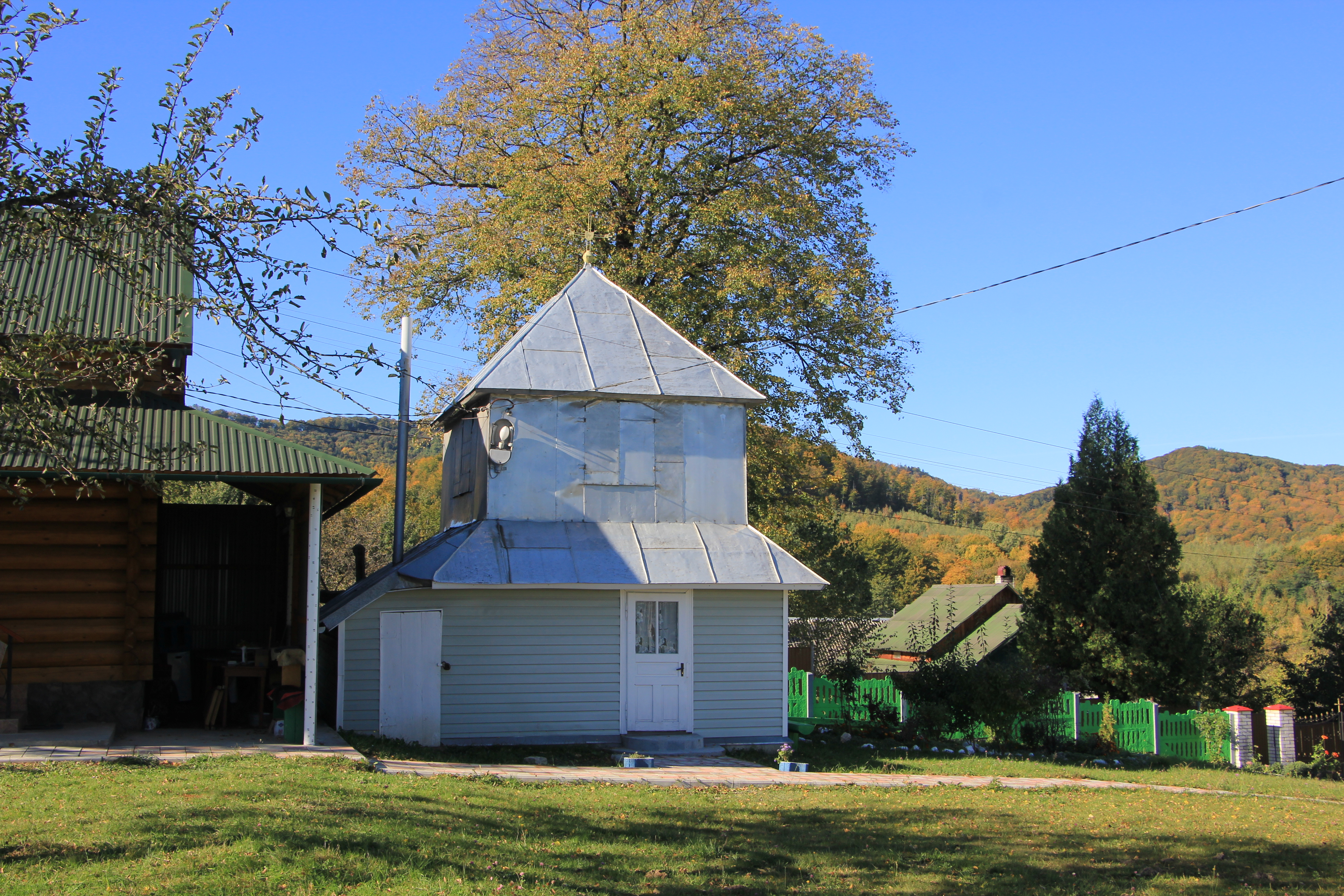
Дерев'яна церква Св. Параскеви 1867р Дзвіниця. с. Багна Вижницького району
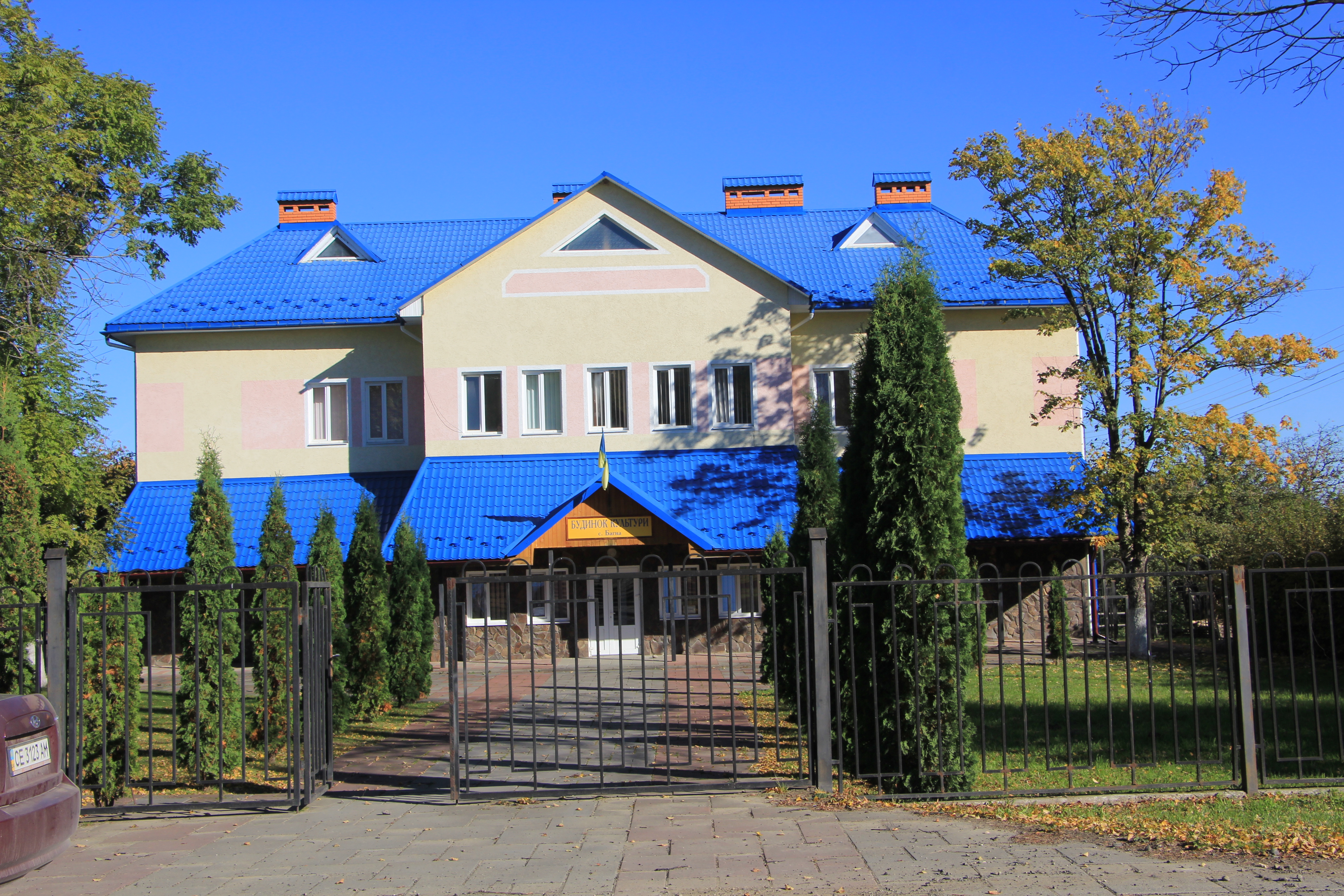
Будинок культури с. Багна Вижницького району
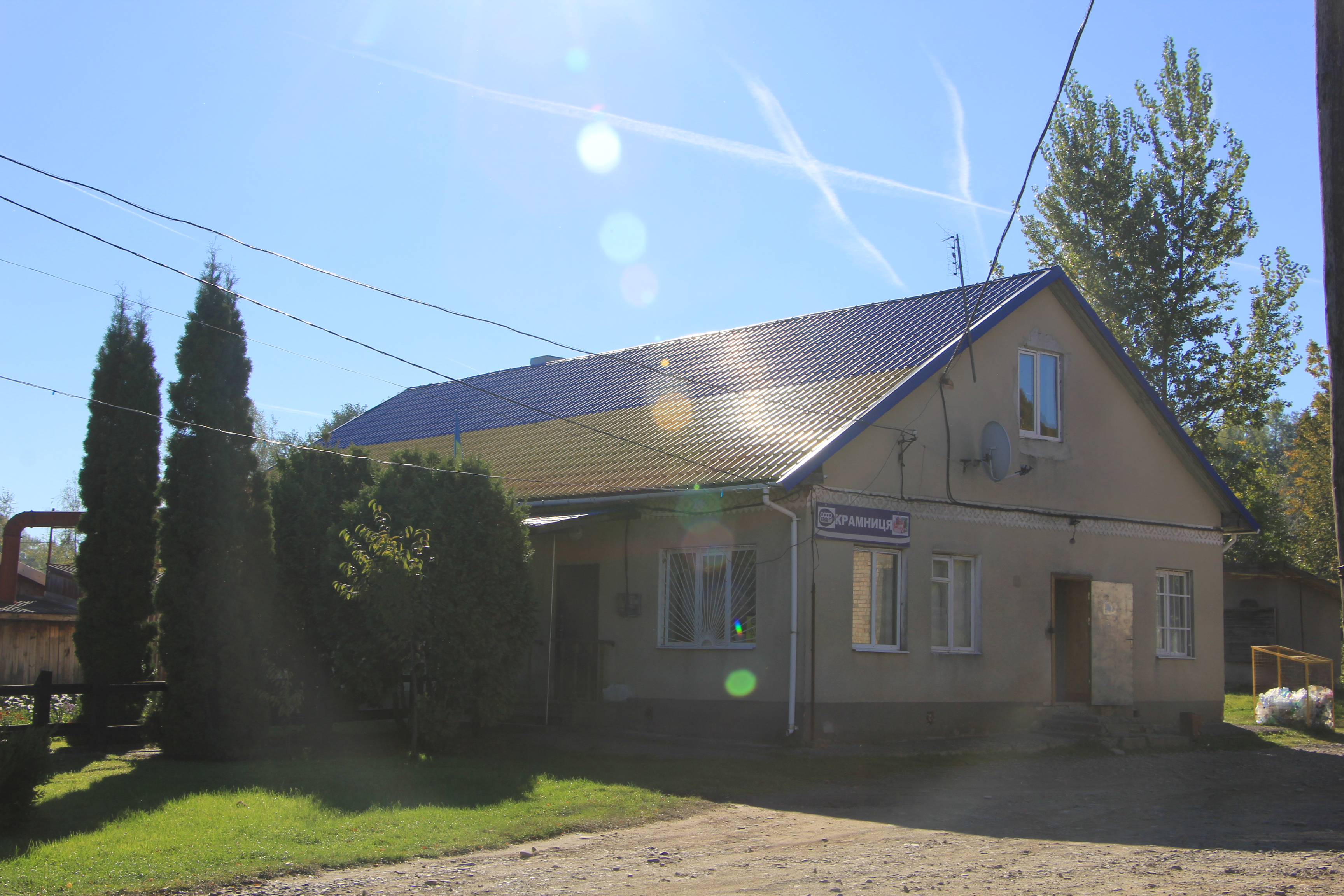
Магазин с. Багна Вижницького району